# Lawrence Hill (basket-ball)
Pour les articles homonymes, voir Lawrence Hill.
Lawrence Hill, né le 16 septembre 1987, à Glendale, en Arizona, est un joueur américain de basket-ball. Il évolue au poste d'ailier.